# Пласниця (община)
Община Пласниця (мак. Општина Пласница) — община в Північній Македонії. Адміністративний центр — село Пласниця. Розташована на південному заході Македонії, Південно-Західний статистично-економічний регіон, з населенням 4 545 мешканців, загальна площа общини — 54,44 км².